# Giovanni Giorgio di Sassonia-Weissenfels
Giovanni Giorgio di Sassonia-Weissenfels (Halle, 13 luglio 1677 – Weissenfels, 16 marzo 1712) è stato il terzo Duca di Sassonia-Weissenfels, appartenente all'omonimo ramo della famiglia Wettin di Sassonia.

## Biografia
Giovanni Giorgio era il terzo figlio del Duca Giovanni Adolfo I di Sassonia-Weissenfels e di sua moglie Giovanna Maddalena, figlia del Duca Federico Guglielmo II di Sassonia-Altenburg.
Dal momento che i suoi due fratelli maggiori erano morti ancora infanti, Giovanni Giorgio succedette al padre al trono ducale alla di lui morte nel 1697. Dal momento che però non aveva ancora raggiunto la maggiore età, venne posto sotto la tutela del Principe Elettore Federico Augusto I di Sassonia. Interessatosi di religione, nel 1700 fece pubblicare a suo nome il Corpus Evangelicus, che riassumeva i caratteri da adottarsi per la chiesa evangelica come religione di Stato.
Giovanni Giorgio si preoccupò subito di far prosperare il proprio paese, investendo in particolare nelle operazioni economiche e favorendo il commercio e costruendo un piccolo porto sulle rive del fiume Saale dove fece anche costruire una piccola flotta non solo per diletto personale e della propria famiglia, ma anche per migliorare le difese e i commerci della città. Con questi intenti, Giovanni Giorgio si fece promotore dello sviluppo delle arti e delle scienze entro i confini del proprio stato. Sotto la sua reggenza la città di Weissenfels conobbe un tale sviluppo che arrivò a competere in cultura ed economia con Dresda, la capitale dell'Elettorato di Sassonia. Malgrado le proprie buone intenzioni, tutto ciò non fece che aumentare i già gravosi debiti che assillavano la sua casata, debiti che fortunatamente vennero risolti dai suoi successori.
Malgrado la propria influenza, la situazione europea degenerò anche entro i confini del Sassonia-Weissenfels, che venne occupato dalle truppe svedesi dal 1706 al 1707.
Come il padre e prima ancora il nonno, Giovanni Giorgio venne accolto nella Società dei Carpofori il 24 giugno 1704, per poi morire improvvisamente dopo pochi anni, il 16 marzo 1712 a 34 anni e venne sepolto nella chiesa degli agostiniani del castello di Weissenfels.
Dal momento che il suo unico figlio maschio non sopravvisse all'anno di età, alla morte di Giovanni Giorgio gli succedette al trono il fratello Cristiano.

## Matrimonio e figli

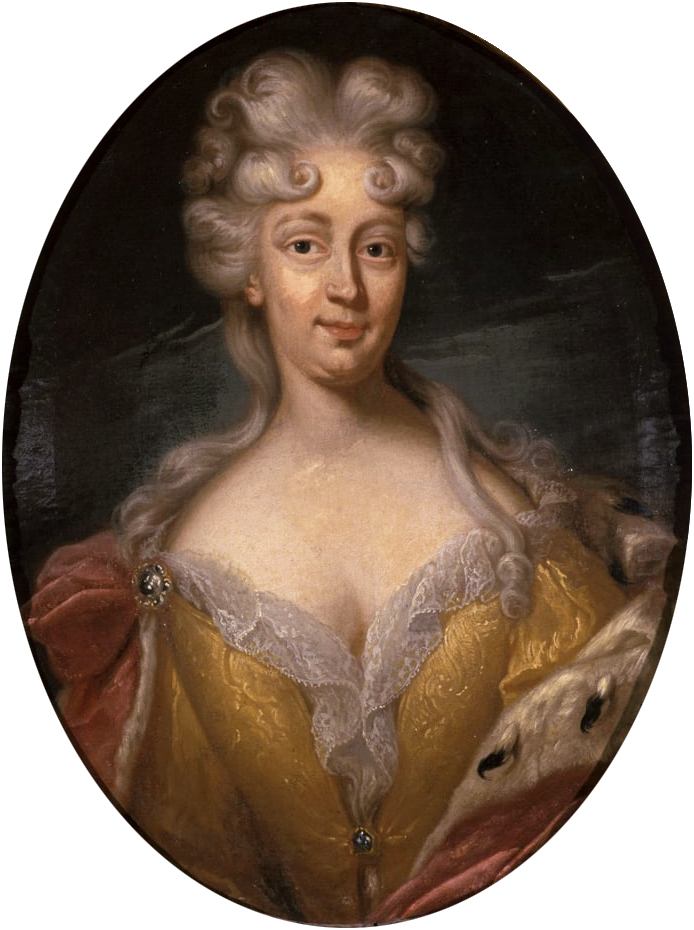
Federica Elisabetta di Sassonia-Eisenach

Giovanni Giorgio, il 7 gennaio 1698 a Jena si sposò con Federica Elisabetta di Sassonia-Eisenach, figlia del Duca Giovanni Giorgio I di Sassonia-Eisenach e di Giovannetta di Sayn-Wittgenstein.
La coppia ebbe i seguenti eredi:
- Federica Elisabetta (4 agosto 1701 a Weißenfels - 28 febbraio 1706 ivi)
- Giovanni Giorgio (20 ottobre 1702 a Weißenfels - 5 marzo 1703 ivi), Principe Ereditario di Sassonia-Weissenfels
- Giovannetta Guglielmina (31 maggio 1704 a Weißenfels - 9 luglio 1704 ivi)
- Giovannetta Amalia (8 settembre 1705 a Weißenfels - 7 febbraio 1706 ivi)
- Giovanna Maddalena (17 marzo 1708 a Weißenfels - 25 gennaio 1760 a Lipsia), sposò il Duca Ferdinando Kettler
- Federica Amalia (1º marzo 1712 a Weißenfels - 31 gennaio 1714 ivi)

## Ascendenza
|                                                     |                                                  |                                                         | Genitori                                              |  |  | Nonni |  |  | Bisnonni                                         |  |  | Trisnonni                                      |  |
|                                                     |                                                  |                                                         |                                                       |  |  |       |  |  | 8. Johann Georg I, principe elettore di Sassonia |  |  | 16. Christian I, principe elettore di Sassonia |  |
|                                                     |                                                  |                                                         |                                                       |  |  |       |  |  | 8. Johann Georg I, principe elettore di Sassonia |  |  | 16. Christian I, principe elettore di Sassonia |  |
|                                                     |                                                  | 17. Sophie von Brandenburg                              |                                                       |  |  |       |  |  | 8. Johann Georg I, principe elettore di Sassonia |  |  |                                                |  |
| 4. August, duca di Sassonia-Weissenfels             |                                                  |                                                         |                                                       |  |  |       |  |  | 8. Johann Georg I, principe elettore di Sassonia |  |  |                                                |  |
|                                                     |                                                  | 9. Magdalena Sibylle von Preußen                        | 18. Albrecht Friedrich, duca di Prussia               |  |  |       |  |  |                                                  |  |  |                                                |  |
|                                                     |                                                  | 9. Magdalena Sibylle von Preußen                        | 18. Albrecht Friedrich, duca di Prussia               |  |  |       |  |  |                                                  |  |  |                                                |  |
|                                                     |                                                  | 9. Magdalena Sibylle von Preußen                        | 19. Marie Eleonore von Jülich-Kleve-Berg              |  |  |       |  |  |                                                  |  |  |                                                |  |
| 2. Johann Adolf I, duca di Sassonia-Weissenfels     |                                                  | 9. Magdalena Sibylle von Preußen                        |                                                       |  |  |       |  |  |                                                  |  |  |                                                |  |
|                                                     |                                                  | 10. Adolf Friedrich I, duca di Meclemburgo-Schwerin     | 20. Johann VII, duca di Meclemburgo-Schwerin          |  |  |       |  |  |                                                  |  |  |                                                |  |
|                                                     |                                                  | 10. Adolf Friedrich I, duca di Meclemburgo-Schwerin     | 20. Johann VII, duca di Meclemburgo-Schwerin          |  |  |       |  |  |                                                  |  |  |                                                |  |
|                                                     |                                                  | 10. Adolf Friedrich I, duca di Meclemburgo-Schwerin     | 21. Sophia von Schleswig-Holstein-Gottorf             |  |  |       |  |  |                                                  |  |  |                                                |  |
| 5. Anna Maria zu Mecklenburg-Schwerin               |                                                  | 10. Adolf Friedrich I, duca di Meclemburgo-Schwerin     |                                                       |  |  |       |  |  |                                                  |  |  |                                                |  |
|                                                     |                                                  | 11. Anna Maria von Ostfriesland                         | 22. Enno III, conte della Frisia orientale            |  |  |       |  |  |                                                  |  |  |                                                |  |
|                                                     |                                                  | 11. Anna Maria von Ostfriesland                         | 22. Enno III, conte della Frisia orientale            |  |  |       |  |  |                                                  |  |  |                                                |  |
|                                                     |                                                  | 11. Anna Maria von Ostfriesland                         | 23. Anna von Schleswig-Holstein-Gottorf               |  |  |       |  |  |                                                  |  |  |                                                |  |
| 1. Johann Georg, duca di Sassonia-Weissenfels       |                                                  | 11. Anna Maria von Ostfriesland                         |                                                       |  |  |       |  |  |                                                  |  |  |                                                |  |
|                                                     | 12. Friedrich Wilhelm I, duca di Sassonia-Weimar | 24. Johann Wilhelm, duca di Sassonia-Weimar             |                                                       |  |  |       |  |  |                                                  |  |  |                                                |  |
|                                                     | 12. Friedrich Wilhelm I, duca di Sassonia-Weimar | 24. Johann Wilhelm, duca di Sassonia-Weimar             |                                                       |  |  |       |  |  |                                                  |  |  |                                                |  |
|                                                     | 12. Friedrich Wilhelm I, duca di Sassonia-Weimar | 25. Dorothea Susanne von der Pfalz-Simmern              |                                                       |  |  |       |  |  |                                                  |  |  |                                                |  |
| 6. Friedrich Wilhelm II, duca di Sassonia-Altenburg | 12. Friedrich Wilhelm I, duca di Sassonia-Weimar |                                                         |                                                       |  |  |       |  |  |                                                  |  |  |                                                |  |
|                                                     |                                                  | 13. Anna Maria von Pfalz-Neuburg                        | 26. Philipp Ludwig, conte palatino di Neuburg         |  |  |       |  |  |                                                  |  |  |                                                |  |
|                                                     |                                                  | 13. Anna Maria von Pfalz-Neuburg                        | 26. Philipp Ludwig, conte palatino di Neuburg         |  |  |       |  |  |                                                  |  |  |                                                |  |
|                                                     |                                                  | 13. Anna Maria von Pfalz-Neuburg                        | 27. Anna von Jülich-Kleve-Berg                        |  |  |       |  |  |                                                  |  |  |                                                |  |
| 3. Johanna Magdalena von Sachsen-Altenburg          |                                                  | 13. Anna Maria von Pfalz-Neuburg                        |                                                       |  |  |       |  |  |                                                  |  |  |                                                |  |
|                                                     |                                                  | 14. Johann Georg I, principe elettore di Sassonia (= 8) | 28. Christian I, principe elettore di Sassonia (= 16) |  |  |       |  |  |                                                  |  |  |                                                |  |
|                                                     |                                                  | 14. Johann Georg I, principe elettore di Sassonia (= 8) | 28. Christian I, principe elettore di Sassonia (= 16) |  |  |       |  |  |                                                  |  |  |                                                |  |
|                                                     |                                                  | 14. Johann Georg I, principe elettore di Sassonia (= 8) | 29. Sophie von Brandenburg (= 17)                     |  |  |       |  |  |                                                  |  |  |                                                |  |
| 7. Magdalena Sibylla von Sachsen                    |                                                  | 14. Johann Georg I, principe elettore di Sassonia (= 8) |                                                       |  |  |       |  |  |                                                  |  |  |                                                |  |
|                                                     |                                                  | 15. Magdalena Sibylle von Preußen (= 9)                 | 30. Albrecht Friedrich, duca di Prussia (= 18)        |  |  |       |  |  |                                                  |  |  |                                                |  |
|                                                     |                                                  | 15. Magdalena Sibylle von Preußen (= 9)                 | 30. Albrecht Friedrich, duca di Prussia (= 18)        |  |  |       |  |  |                                                  |  |  |                                                |  |
|                                                     |                                                  | 15. Magdalena Sibylle von Preußen (= 9)                 | 31. Marie Eleonore von Jülich-Kleve-Berg (= 19)       |  |  |       |  |  |                                                  |  |  |                                                |  |
|                                                     |                                                  | 15. Magdalena Sibylle von Preußen (= 9)                 |                                                       |  |  |       |  |  |                                                  |  |  |                                                |  |